# Maçambara
Maçambara is een gemeente in de Braziliaanse deelstaat Rio Grande do Sul. De gemeente telt 4.375 inwoners (schatting 2009).

## Aangrenzende gemeenten
De gemeente grenst aan Alegrete, Itaqui, São Borja, São Francisco de Assis en Unistalda.